# Tre teste
Le Tre teste sono un affresco frammentario staccato (71 × 60 cm) attribuito alla scuola del Parmigianino, databile al 1530-1534 circa e conservato nella Galleria Spada di Roma.

## Storia e descrizione
Di provenienza incerta, il frammento già ritenuto di scuola emiliana del Seicento da Federico Hermanin (1922), fu attribuito a Parmigianino da Adolfo Venturi (1926), con conferme dalla Frölich-Bum (1930), da Arturo Quintavalle (1948), da Federico Zeri (1954) e da altri. 
Copertini (1932) e Freedberg (1950), invece, parlarono di un imitatore del Parmigianino, per via della qualità non eccelsa dell'affresco, compromessa forse dallo strappo. Una testa di fanciulla, con parte delle spalle, ricorda infatti le Tre vergini sagge e tre vergini stolte della Madonna della Steccata a Parma, con una mano in petto lunga e affusolata come tipico dell'artista. A sinistra sbircia un putto, mentre a destra si intravede un anziano barbuto. Le tre figure hanno permesso l'ipotesi di riconoscere nel dipinto, seppur frammentario, una rappresentazione delle Tre età dell'uomo Federico Zeri (1954). 
Mortari nel 1969 ne ribadì l'autografia, ma oggi si tende a ritenere le Tre teste non di mano del Parmigianino. Maggiori corrispondenze avvicinano infatti l'opera a lavori come le Scene della vita di santa Caterina d'Alessandria in palazzo Lalatta a Parma, attribuite al Bertoia.